# Guy Rombouts
Guy Rombouts (Geel, 1949) is een Belgisch beeldend kunstenaar.

## Levensloop
Rombouts werkte als graficus in de drukkerij van zijn familie. Zijn overgrootvader (Hendrik) nam in 1893 het Nieuwsblad van Geel over van de gebroeders Cremers en Jan Frans Biddeloo. Vervolgens kwamen zijn grootvader (Frans) en vader (Karel) aan het hoofd van deze periodiek. Zelf was Rombouts ook betrokken bij dit katholieke tijdschrift., tot hij in 1975 voor het kunstenaarschap koos.
Sinds de jaren 70 werkte hij aan alternatieve communicatiesystemen. Zijn fascinatie met taal en letters leidde in 1983 tot het Drieletterwoordenboek.
Hij leeft en werkt in Antwerpen. Sinds 1986 werkte hij samen met Monica Droste (1958-1998), met wie hij ook trouwde. Droste overleed in 1998 na een ziektebed aan kanker. Rombouts werkt met een veelheid aan media, waaronder zeefdruk, sculpturen, ingrepen in de openbare ruimte (Metrostation Tomberg), gevonden voorwerpen die naar letters uit het Azart verwijzen en tekeningen.

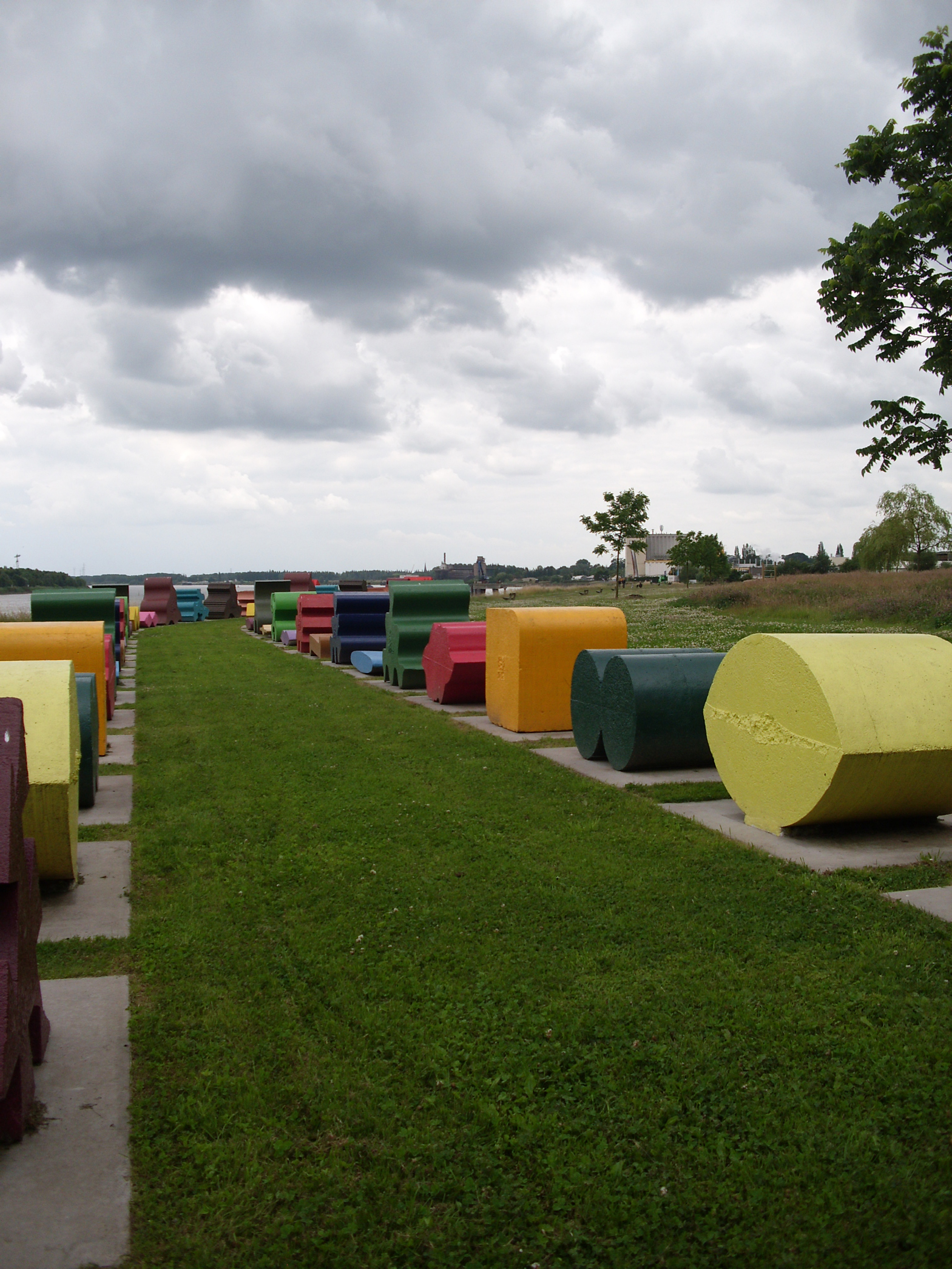
De lettertuin in Burcht (Zwijndrecht) voor het cultuurproject: Kunst in de straat

### Azart
Rombouts ontwikkelde het Azart-alfabet halverwege de jaren '80. 'Azart' is een oude schrijfwijze van het Franse woord 'hasard'. Het Azart is een alfabet waarin letters vorm krijgen in een lijn die aan een woord, geluid en/of aan een kleur relateren. Op basis hiervan maakt hij vooral driedimensionale kunstwerken. Een van de eerste werken waarmee hij samen met Droste bekendheid kreeg buiten de kunstwereld, was het ontwerpen van de Letterbruggen (1994) op het Java-eiland te Amsterdam.
Het Azart komt terug in allerlei vormen binnen het oeuvre van Rombouts: het kan dienen als vertrekpunt voor installaties met gevonden voorwerpen, maar kan ook als tekst binnen grafische werken worden gebruikt. Taal keert in die vorm vaak terug als basis. Een voorbeeld is het werk 'Ziggoerat': een Toren van Babel-achtige piramide van houten treden, die in het Azart gelezen kan worden als het woord 'Ziggurat'.
Naar schatting kunnen zo'n negen personen het Azart lezen zonder een handleiding te hoeven raadplegen. In 2015 heeft een student van de Sint Lucas kunstacademie in Antwerpen een bruikbaar font ontworpen om het Azart te kunnen gebruiken op de computer. Hierbij is het niet mogelijk om gesloten vormen te maken, zoals in het oorspronkelijke Azart.
Online is het Azart te gebruiken via de interactieve website Azart, een internetplatform waarbij de gebruiker het alfabet kan gebruiken om zelf met woorden vormen te maken. De site is ontwikkeld door muzikant en uitgever Teun De Lange.

## Selectie van Tentoonstellingen
- 1982	1001 dingen van 18 fr., Zeno X, Antwerpen
- 1982	26 tekens, Aurora, Antwerpen
- 1982	Zien, Vlaams Cultureel Centrum (De Brakke Grond), Amsterdam
- 1982	Horen, Oey's etalage, Amsterdam
- 1982	Voelen, galerie A, Amsterdam
- 1982	Ruiken, Other Books And So Archive, Amsterdam
- 1982	Smaken, De Appel, Amsterdam
- 1983	Grande Exposition de l'A, Zeno X, Antwerpen
- 1987	Muziektermen Galerie del Cortile, Rome
- 1987	Museum van Moderne Kunst, Brussel
- 1987  S.M.A.K., Gent
- 1987  19de Biënnale, Sao Paolo
- 1989	Klagsbrun Gallery, New York
- 1989  Beyond the Everyday Object, MuHKA, Antwerpen
- 1990	De Brakke Grond, Amsterdam
- 1991	Galerie des Beaux-Arts, Arts Cologne, Keulen
- 1991	Museum Dhondt-Dhaenens, Deurle
- 1991	Rijksmuseum Kröller-Müller, Otterlo
- 1992	Galerie des Beaux-Arts Galerie, Brussel
- 1992	Galerie Jablonka, Keulen
- 1992	Par Azart, Museum Fodor, Amsterdam
- 1992	Woord en Beeld, MUHKA, MUseum van Hedendaagse Kunst Antwerpen
- 1993	Par les yeux du langage, Galerie de Marseille, Marseille
- 1993	Palais des Beaux-Arts, Charleroi
- 1993	Provinciaal Museum van Hedendaagse Kunst, Hasselt
- 1996	In Situ Cultureel Centrum de Kern, Antwerpen
- 1996	Scryption, Schriftmuseum, Tilburg
- 1998	MUHKA, MUseum van Hedendaagse Kunst Antwerpen
- 2002	Galerie Annie Gentils, Antwerpen
- 2007	Small Stuff Three, Museum Felix de Boeck, Drogenbos
- 2007	Tumbleweed, Galeria Klerkx, Milaan/'Tumbleweed', NICC, Antwerpen
- 2008	Van Leeg tot Geel, cc Geel
- 2008	Hessenhuis Between the tragic and the funny
- 2009	Groepstentoonstelling “jeugdzonde”, LLS387, Antwerpen
- 2011	Over de lach, Lokaal 01, Breda
- 2011	Grenzen, Sammlung Hoffmann, Berlijn
- 2012	A Whitsun Wedding, Galerie El, Welle
- 2012	Lost & Found, Error One, Antwerpen
- 2012	Cit Art Foundation, Neues Museum, Nürnberg
- 2012	Le grand atelier, MAC's, Hornu
- 2012	Frecher, Loods 12, Wetteren
- 2012	Dralen, galerie Locus Solus, Antwerpen

Enkele werken van Rombouts bevinden zich in de collectie van het Museum van Hedendaagse Kunst Antwerpen (M HKA). Rombouts werk is ook te vinden als onderdeel van de kunstintegratie in de openbare ruimte in Brussel, Antwerpen en Mechelen.
- Digitale Bibliotheek voor de Nederlandse Letteren: romb045
- Gemeinsame Normdatei: 119415658
- International Standard Name Identifier: 0000 0000 7860 4040
- Library of Congress Control Number: nr2003005927
- MusicBrainz: 5d1de180-da69-4009-9624-94314c227051
- Nederlandse Thesaurus van Auteursnamen: 090584805
- RKD-Nederlands Instituut voor Kunstgeschiedenis: 67878
- Système universitaire de documentation: 138358575
- Virtual International Authority File: 51631888
- WorldCat: E39PBJcWyXJH6qhWcXwqdY7mBP